# (15129) Sparks
(15129) Sparks est un astéroïde de la ceinture principale.

## Description
(15129) Sparks est un astéroïde de la ceinture principale. Il fut découvert le 9 mars 2000 à Socorro (Nouveau-Mexique) par le projet LINEAR. Il présente une orbite caractérisée par un demi-grand axe de 2,39 UA, une excentricité de 0,21 et une inclinaison de 4,6° par rapport à l'écliptique.

## Compléments